# Saint-Martin-Gimois
Saint-Martin-Gimois település Franciaországban, Gers megyében. Lakosainak száma 84 fő (2022. január 1.). Saint-Martin-Gimois Mongausy, Polastron, Saint-Soulan, Saramon és Tirent-Pontéjac községekkel határos.

## Népesség
A település népessége az elmúlt években az alábbi módon változott:
| Lakosok száma | 95   | 86   | 87   | 73   | 88   | 90   | 91   | 88   | 87   | 84   |
|               | 1968 | 1982 | 1990 | 2006 | 2013 | 2015 | 2017 | 2019 | 2020 | 2022 |